# Хитрин, Юрий Александрович
Юрий Александрович Хитрин (24.08.1946, Алма-Ата, Казахская ССР — 18.10.2004, Сарыагаш) — казахстанский государственный деятель, Председатель Конституционного Совета Республики Казахстан (2000—2004), Генеральный прокурор Республики Казахстан (1997—2000), Государственный советник юстиции 2-го класса, генерал-лейтенант юстиции.

## Биография
Родился 24 августа 1946 года в городе Алма-Ате.
В октябре 1970 года окончил Казахский государственный университет им. С. М. Кирова по специальности «юрист».
С 1970 года работал станочником, затем стажером и следователем Калининской районной прокуратуры, затем следователем по особо важным делам Прокуратуры Казахской ССР и начальником следственного отдела прокуратуры Алма-Аты.
С 1977 года — заместитель начальника следственного управления Прокуратуры Казахской ССР.
С 1980 года — прокурор Целиноградской области.
В 1987 году приступил к исполнению служебного долга на посту начальника отдела по надзору за соблюдением законов в исправительно-трудовых колониях, член коллегии Прокуратуры СССР.
С июля 1990 года — первый заместитель Прокурора Казахской ССР.
С декабря 1990 года — государственный советник Республики Казахстан по государственно-правовым вопросам.
Председатель Комитета по защите конституционного строя Совета безопасности Республики Казахстан (1991—1993).
С июля 1992 года — заместитель Генерального прокурора Республики Казахстан — военный прокурор республики.
С октября 1995 года — Главный военный прокурор Республики Казахстан.
С ноября 1997 года — Генеральный прокурор Республики Казахстан.
21 декабря 2000 года Указом Главы государства назначен Председателем Конституционного Совета Республики Казахстан.
13 июля 2004 года Указом Президента назначен первым заместителем командующего Республиканской гвардии.
Член Высшего судебного совета Республики Казахстан. Член Совета безопасности Республики Казахстан. Член Высшего дисциплинарного совета Республики Казахстан. Воинское звание — генерал-лейтенант юстиции (1992).
Умер 18 октября 2004 года в городе Сарыагаш. Похоронен на кладбище на проспекте Рыскулова в Алма-Ате.
19 октября 2005 года на доме в Алмате, где жил Юрий Хитрин, была открыта мемориальная доска.

## Награды
- Орден Парасат (2001)[3]
- Почётный работник Прокуратуры Казахстана.